# Hyphoraia meridialpina
Hyphoraia meridialpina là một loài bướm đêm thuộc phân họ Arctiinae, họ Erebidae.